# Костемеревский, Иван Семёнович
Иван Семёнович Костемеревский (1813—1891) — военный врач, писатель и журналист.
Родился 26 сентября 1813 г. в семье священника. По окончании курса в семинарии поступил в Московскую медико-хирургическую академию, из которой в 1840 г. выпущен лекарем и назначен врачом в Белёвский егерский полк.
Через шесть лет он выдержал в Московском университете экзамен на звание штаб-лекаря и в том же году назначен в войска отдельного Кавказского корпуса, с 1852 г. служил врачом в Дагестанском конно-иррегулярном полку, неоднократно бывал в походах и сражениях с горцами.
С этого времени он начал изучать природу, климат и топографию разных местностей Кавказа и помещать свои статьи в «Кавказе», «Московитянине», «Северной пчеле» и других повременных изданиях.
В 1867 г. Костемеревский получил место старшего врача Казикумухского округа, а через год вышел в отставку, жил в Баку, Дербенте и Темир-Хан-Шуре.
С конца 1860-х годов он стал сотрудничать с «Московскими ведомостями», в которых вёл колонку под названием «С берегов Каспия»; также там были опубликованы обширные письма-очерки «О наших делах в Средней Азии», обратившие на себя в то время большое внимание. Кроме того он продолжал сотрудничество с газетой «Кавказ», где помещал обстоятельные этнографические очерки. Ряд статей Костемеревского по минералогии были напечатаны в «Известиях Кавказского отдела Русского географического общества».
Костемеревский скончался в конце апреля 1891 г. в Темир-Хан-Шуре.